# Blaniulus phlepsii
Blaniulus phlepsii är en mångfotingart som beskrevs av Karl Wilhelm Verhoeff 1897. Blaniulus phlepsii ingår i släktet Blaniulus och familjen pärlbandsfotingar. Inga underarter finns listade i Catalogue of Life.